# Hamnvik
Hamnvik (anche chiamata Ibestad) un centro abitato della Norvegia situato nella municipalità di Ibestad nella contea di Troms. È il centro amministrativo del comune.